# Having a Party (album av Pointer Sisters)
Having a Party är ett studioalbum av den amerikanska gruppen The Pointer Sisters, släppt 1977.

## Låtlista
1. "Having a Party" (Sam Cooke)
2. "Don't It Make You Crazy?" (Ted Ashford)
3. "I Need a Man"
4. "Waiting on You"
5. "I'll Get By Without You"
6. "Bring Your Sweet Stuff Home to Me"
7. "Lonely Gal"

## Medverkande
- Bas - Chuck Domanico, Gene Santini, James Jamerson, Louis Johnson, Willie Weeks
- Trummor - Ed Greene, Gaylord Birch, James Gadson
- Gitarrer - Robert Bowles, Chris Michie, David T. Walker, Wah Wah Watson, Ray Parker Jr.
- Klaviatur - Sonny Burke, Stevie Wonder, Tom Salisbury
- Saxofon - Ernie Watts
- Steel drums - Andy Narell
- Slagverk - Kenneth Nash
- Arrangör - Sonny Burke
- Producent - David Rubinson
- Tekniker - David Rubinson, Fred Catero